# 荒川胎内インターチェンジ
荒川胎内インターチェンジ（あらかわたいないインターチェンジ）は、新潟県村上市南新保と胎内市乙にまたがる日本海東北自動車道、および地域高規格道路 新潟山形南部連絡道路（国道113号）の荒川道路上にあるインターチェンジである。

## 概要
当ICから鶴岡JCTまで新直轄方式で無料区間となるため、新潟中央JCT方面の料金の収受やETCの処理、通行券発行は中条本線料金所で行う。
山形県小国町の最寄りIC。IC構造はダイヤモンド型になっているが、新直轄方式が決まる前の計画段階ではトランペット型での建設を予定していたため、当IC付近にはトランペット型の土地が開通当初からそのまま残されている。

## 道路
- E7 日本海東北自動車道（6番）

直接接続
- 新潟山形南部連絡道路（国道113号 荒川道路）
- 国道113号 乙バイパス

間接接続
- 国道7号
- 新潟県道3号新潟新発田村上線
- 国道345号

## 歴史
- 2009年（平成21年）7月18日 : 中条IC - 荒川胎内IC間開通に伴い、供用開始[1]。
- 2010年（平成22年）
  - 3月28日 : 荒川胎内IC - 神林岩船港IC間開通[2]。
  - 4月1日 : 荒川胎内IC - 神林岩船港IC間の管理体制が新潟国道事務所から羽越河川国道事務所に変更される[3]。

## 周辺
- 乙寶寺

## 隣
E7 日本海東北自動車道
(5)中条IC - 中条TB - (5-1)胎内SIC - (6)荒川胎内IC - 荒川PA - (7)神林岩船港IC